# Wikipedia în poloneză
Wikipedia în poloneză (în poloneză Wikipedia polskojęzyczna) este versiunea în limba poloneză a Wikipediei, și se află în prezent pe locul 12 în topul Wikipediilor, după numărul de articole.  Are peste 1 300 000 de articole, mai exact circa 1 351 000, fiind una dintre cele 12 Wikipedii care au peste 1 milion de articole. Aceasta, împreună cu Wikipedia în rusă, sunt cele mai mari Wikipedii scrise în limbi slavice.
Milionul de articole a fost atins pe 24 septembrie 2013.